# A Cañiza
A Cañiza är en kommun i Spanien. Den ligger i provinsen Pontevedra i den autonoma regionen Galicien i nordvästra delen av landet, 400 km väster om huvudstaden Madrid. Antalet invånare är 5 046 (2024).